# Caribbomerus charynae
Caribbomerus charynae är en skalbaggsart som först beskrevs av Marc Micheli 2003.  Caribbomerus charynae ingår i släktet Caribbomerus och familjen långhorningar. Inga underarter finns listade.